# Duttaphrynus kiphirensis
Duttaphrynus kiphirensis é uma espécie de anfíbio anuro da família Bufonidae. Não foi ainda avaliada pela Lista Vermelha do UICN.
Está presente na Índia.